# 秦可卿
秦可卿是清代小说《紅樓夢》中的人物，为金陵十二钗之一。她原是官员秦業從養生堂抱來的養女，后嫁入贾家，成为寧國府长孙賈蓉的妻子。她深受家中上上下下的喜爱，却还未有子嗣就身患重病，早早去世。
秦可卿是《红楼梦》中第一个死亡的主要角色，也是金陵十二钗唯一在前八十回写出明确结局的一位。她在全书中所占的篇幅很少，生前只在六回中登场，只在三回中有对白，但因去世的情节充满疑点，得到读者和研究者的大量关注。

## 人物情节
秦可卿的父亲秦業是一位家境普通的官员，因为没有子嗣，从養生堂抱养来一子一女，儿子早夭，女儿就是秦可卿。秦可卿的弟弟秦鐘是秦業老来所得之子。小说故事开始时，秦可卿已经嫁入贾家，是宁国府长孙贾蓉的妻子。在小说正文中，她称为秦氏，贾府中人称她蓉大奶奶；可儿是未出嫁前的乳名；可卿是昵称，在正文中只出现过一次，不过第十三回回目中称她为“秦可卿”，脂砚斋批注中也称她“可卿”。
秦氏第一次登场是在第五回，荣国府女眷受邀到宁国府观赏梅花。荣国府少爷贾宝玉想午睡，又不喜欢秦氏为他准备的房间，因此秦氏安排他到自己的、布置得十分香艳骀荡的卧室休息。宝玉入睡后，在梦中跟随警幻仙姑来到太虚幻境，又在警幻仙姑教导下，与外貌兼具林黛玉和薛宝钗之长、乳名兼美、字可卿的仙姑之妹性爱。宝玉在梦中遭遇夜叉，大叫着“可卿救我！”惊醒，无意中喊出了秦氏不为他人所知的乳名。
第十回起，提到秦氏身体不适，两个月不来月经，不思饮食，眩晕乏力，服药后仍无起色，日益消瘦。第十三回，秦氏托梦给素来交好的荣国府内当家王熙凤，叮嘱她设立族田，以应对未来贾家的衰败。王熙凤醒来后，得知秦氏已死的消息。秦氏的公公、贾蓉之父贾珍为她举办了“恣意奢華”、甚至有些越礼的盛大葬礼。
在第十五回秦氏丧事结束后，她在小说中只再被提到过一次。

### 品格性情
秦氏深受贾家上下喜爱。贾母认为秦氏“是個極妥當的人，生的裊娜纖巧，行事又溫柔和平，乃重孫媳中第一個得意之人”。
秦氏自称性格“要强”。婆婆、贾珍之妻尤氏称她“心细、心又重”。为她看病的名医张友士称她“心性高強、聰明不過……聰明忒過……則思虑太过”。

### 判词和判曲
贾宝玉梦游太虚幻境时，见到和听到了暗示金陵十二钗命运的卷册和歌曲。秦可卿的判词为十二钗正册最后一个，画着一位在高楼上自缢的女子，边上的诗歌写道：
情天情海幻情身，情既相逢必主淫；謾言不肖皆榮出，造釁開端實在寧。
对应秦可卿的曲子为“好事終”：

畫梁春盡落香塵。擅風情，秉月貌，便是敗家的根本。箕裘頹墮皆從敬，家事消亡首罪寧。宿孽總因情。

### “淫丧天香楼”
尽管秦氏表面上死于久病不愈，但全家在得知死讯后“無不納罕，都有些疑心”。宁国府老仆人焦大曾在酒醉后指斥府中有人“扒灰”（公公与儿媳偷情）。
有医生曾诊断她的症状是怀孕。秦氏死后，公公贾珍比丈夫贾蓉更为激动，表示要“尽我所有”地为秦氏料理丧事，“恨不能代秦氏之死”。丧事中，曾安排道士在天香楼设坛做超度法事。秦氏的两个婢女也表现异常，一人自杀，一人要求以女儿身份终身供奉秦氏，不再回到贾府。俞平伯曾怀疑秦氏其实是由于跟贾珍的不伦关系（亦有說法是被姦淫）而在天香楼上吊自杀，这样才符合判词和判曲中的暗示。
胡適得到红楼梦抄本《脂砚斋重评石头记》（即甲戌本），为秦可卿死于自缢的推测找到了新的证据。甲戌本批注中提到，小说十三回原有“秦可卿淫丧天香楼”一节，占该回约三分之一篇幅，后因批书人（据推测是畸笏叟）的意见才删去，由此少去四五頁而僅存十頁。据真实性尚有争议的靖藏本稱原本“淫丧天香楼”的部分有“遗簪”、“更衣”等情节。

## 研究和评价
虽然秦可卿在《红楼梦》中所占篇幅不多，但离奇的死因为她笼罩上了一层神秘的色彩，引来许多读者和学者的关注。
有人指出，《红楼梦》中对秦可卿的直接描写很少，认为她是跟甄士隱、贾雨村一样的隐喻性人物，是一个“梦中人”的角色。也有人认为秦可卿是代表慾情的慾神大司命，:69-70或愛慾女神。
秦可卿的早逝，有人认为作者如此安排，是为了启示读者，荣华富贵不过是过眼云烟。也有人认为，这是在表明“兼美”理想的破灭，或反映了作者试图消除性冲动的愿望，以维护之后情节中大观园的纯洁。
俞平伯認為，秦可卿排在十二金釵最末，但身兼林黛玉、薛宝钗之美，其实是十二钗之首。歐麗娟認為，秦可卿美貌如仙，性格和平可靠，心智深谋远虑，身兼林黛玉、薛宝钗、王熙凤三人之长；但她沉湎于情色，因长期纵欲（姓氏“秦”看似谐音“情”，实际指肉欲）而引发慢性病恶病体质，最终在悔恨中自缢，曹雪芹为批判表现她而将其列为十二钗最后一位。余英时也认为秦可卿排在倒数第一擺在最后是在表示不赞许。
刘心武猜测，秦可卿其实是允禟的女儿，在九子夺嫡失败后藏匿在贾家，只是以“秦家抱养私生女”为幌子，后来因允禟已死而自缢。但这大胆的猜测也引发了学界大量的激烈批评。

## 影视作品
| 影视作品   | 类别         | 年份 | 出品方         | 飾演者 |
| ---------- | ------------ | ---- | -------------- | ------ |
| 红楼梦     | 电视剧       | 1977 | 佳艺电视       | 林燕妮 |
| 红楼梦     | 电视剧       | 1987 | 中国中央电视台 | 张蕾   |
| 红楼梦     | 电影         | 1989 | 北京电影制片厂 | 何晴   |
| 红楼梦     | 电视剧       | 1996 | 中华电视       | 张琼姿 |
| 秦可卿之谜 | 电视剧       | 1999 | 北京电影制片厂 | 苗乙乙 |
| 红楼梦     | 越剧、电视剧 | 2000 | 绍兴电视台     | 管海燕 |
| 红楼梦     | 电视剧       | 2010 | 北京电视台     | 唐一菲 |